# Távközlési műhold

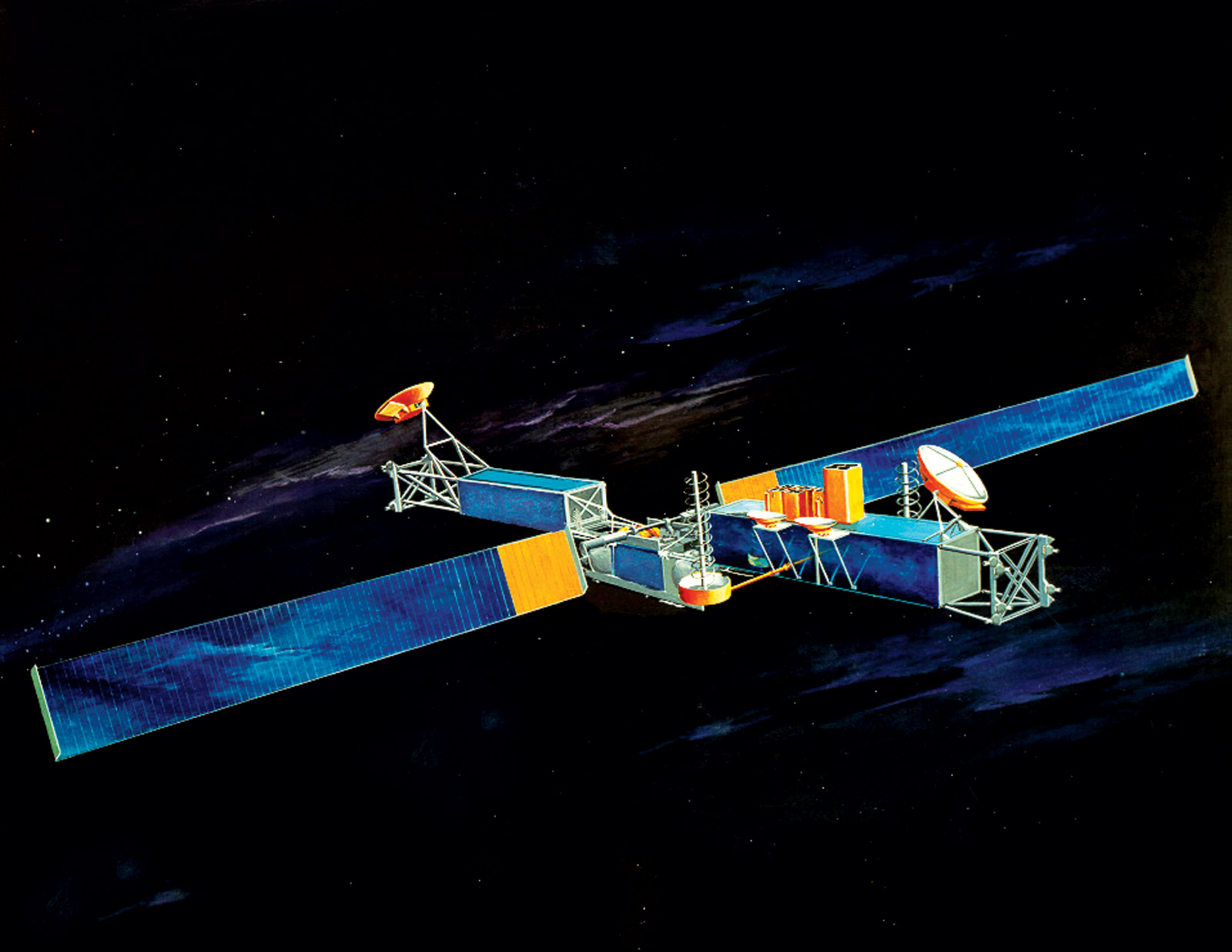
Egy Milstar amerikai katonai kommunikációs hold

A távközlési műholdak olyan műholdak, melyek célja a telekommunikáció segítése rádió- és mikrohullámú frekvenciákat használva. A legtöbb távközlési műhold geoszinkron vagy közeli geostacionárius pályán kering. Az utóbbi időben megjelentek alacsony Föld körüli pályát használó rendszerek is. A felszíni földi állomások parabolaantennákkal küldenek vagy fogadnak adatokat a műholdakról.
A távközlési műholdak az optikai kábelek és a tengeralatti kábelek kiegészítői. Az optikai kábeles kommunikációval ellentétben a műholdas kommunikációban fellép egy legkevesebb 270 milliszekundumos jelkésés, amely megfelel a rádiójel haladási idejének a 35 800 km-re lévő műholdhoz és vissza. A műholdas internetes kapcsolat késése 600-800 milliszekundum, amely a földi internetes kapcsolatnak a 10-szerese. Ez a késés zavaró az olyan interaktív alkalmazások terén, mint a videótelefon, vagy az online akciójátékok.

## Története
A távközlési műhold ötletét először Arthur C. Clarke vetette fel Konsztantyin Ciolkovszkij és Herman Potocnik munkáira alapozva. 1945 októberében Clarke egy írást közölt Extra-terrestrial Relays (Földön-kívüli közvetítők) címmel a brit Wireless World magazinban. A cikk leírja a geostacionárius pályára állított és rádiójeleket közvetítő műholdak fejlesztésének alapjait.
Az első távközlési műhold az 1958-as amerikai SCORE volt, amely kísérleti jelleggel Eisenhower amerikai elnök karácsonyi köszöntőjét közvetítette világszerte. A NASA 1960-ban indította az Echo-1 műholdat. Ez az ~50 m átmérőjű aluminizált Mylar ballon passzív reflektorként szolgált a rádiókommunikáció számára.
A Telstar volt az első aktív, direkt közvetítést végző távközlési hold. A műhold kifejlesztése az AT&T, a Bell Telefon Laboratóriumai, a NASA, a brit postahivatal és a francia postahivatal közös egyezményének része volt. A NASA indította Cape Canaveralból 1962. július 10-én. Ez volt az első magánkézből fizetett indítás. A Telstar ellipszispályára állt, 45°-ra az egyenlítőtől, 2 óra 37 perc periódussal.
Az első geoszinkron távközlési műhold a Hughes Aircraft Syncom–2 holdja volt, amelyet 1963. július 26-án indítottak. Az egyenlítővel szöget bezáró pályára állt, ezért különleges követő berendezésekre volt szükség. Az első geoszinkron távközlési műhold, amelyet egy rögzített antennával is követni lehetett (Észak-Amerika felett), az 1973-ban indított kanadai Anik–1 volt. 2000-ig a Hughes Space Systems, amely most már a Boeing része, az összes eddigi kommunikációs hold 40%-át építette.

## Alacsony pályán keringő holdak
Az alacsony pályán keringő holdak keringési ideje kevesebb mint egy nap. Mivel ezeket a holdakat a Földnek csak egy bizonyos pontjáról lehet megfigyelni rövid ideig, nagyszámú ilyen műhold szükséges a folyamatos lefedés biztosítására. Egy egymással együttműködő műholdcsoportot műholdhálózatnak nevezünk. Ilyen műholdhálózat a GPS, az Iridium vagy a Globalstar.
Lehetséges a nem folyamatos lefedés olyan alacsony pályán keringő műholdakkal, amelyek képesek a fogadott információkat elraktározni és a megfelelő helyen továbbsugározni. Így működik a kanadai CASSIOPE műhold.